# Cecilia Gauna
Cecilia Gabriela Gauna es una cantante lírica y popular, compositora y docente de canto nacida en Buenos Aires, Argentina.
Integró el Coro Polifónico Nacional de Argentina, el Coro Estable del Teatro Colón de la Ciudad Autónoma de Buenos Aires, el grupo de música antigua ‘Música Ficta’ y participó en ciclos de ópera organizados por Fundación Konex de Argentina. 
Actuó junto a destacados intérpretes de la música popular argentina como Mercedes Sosa, Jairo, Valeria Lynch, María Martha Serra Lima, Luis Aguilé, Néstor Marconi, Leo Sujatovich y Oscar Cardozo Ocampo, entre otros.
Realizó giras internacionales representando la Misa Criolla junto a José Carreras, Ariel Ramírez y Zamba Quipildor.
Fue además docente y jefa de cátedra de canto de la Escuela Popular de Música del Sindicato Argentino de Músicos.
En el año 2004 puso en marcha el proyecto Non Stop, que consistió en la musicalización de una selección de poemas de, en su mayoría, jóvenes mujeres latinoamericanas. Para ello se contactó con todas las autoras o sus apoderados, de quienes obtuvo la aprobación para la inclusión de sus respectivos textos en la obra. Contó además con la colaboración de Graciela Aráoz, poeta y presidenta de la Sociedad de Escritoras y Escritores de la Argentina. Una vez presentado, en 2006, Non Stop fue catalogado en la Audiovideoteca de Buenos Aires por ser considerado un aporte a la difusión de la literatura latinoamericana.
Su segundo disco, 'Aliento' (2010), está compuesto de temas propios basados en ritmos latinoamericanos e influencias del folclore contemporáneo, colores de música clásica, jazz, rock y otros ritmos. Con canciones que recuperan del anonimato a Lola -la última chamán selk'nam (ona)- y a Hermógenes Cayo, el imaginero apodado "el Leonardo de la Puna", este trabajo tiene una base poética y filosófica que indaga sobre el sentido de nuestro paso por esta tierra.
Actualmente está presentando  'Delfines'(2018) su 3er album con 11 temas propios y arreglados para sección de vientos, cuerdas y cuarteto(Bajo, guitarra piano y batería/percusión) contando con invitados especiales como Juan Quintero (músico argentino), Luna Monti, La Bruja Salguero,Carlos Libedinsky, Mavi Díaz coachin vocal ,Maria Birba en diseño gráfico, dirección y arreglos de Mariano Agustín Fernandez y Andres Mayo en el Masterin.
En el 2021 durante la pandemia lanzó su EP de música electro-pop LAS CUATRO ESTACIONES y en el 2022 su disco de música Experimental Vox Vitae. 

## Discografía

### Non Stop
(2006) (enlace roto disponible en Internet Archive; véase el historial, la primera versión y la última). Arreglos y dirección musical: Mariano Agustín Fernández.

## Listado de temas
- La noche boca arriba, de Lía Bosch.

- La esperanza, de Silvia Guerra.

- Dicen que estuve viva, de Graciela Aráoz.

- Sobre el llegar un poco tarde, de Circe Maia.

- Canto Nupcial, de Susana Thènon.

- Movimiento, de Irene Gruss.

- Aicu, de Cecilia Gauna.

- Cada uno es un pájaro rojo, de Irene Gruss.

- Néctar y veneno, de Alicia Genovese.

- Ventanas que chorrean algo, es agua creo, de Caro Pellejero.

- Los hongos, de Marosa di Giorgio.

- Tengo que acordarme, de Laura Cerrato.

- Non Stop, de Susana Thènon.

- El hexafluoruro de uranio de Mónica Rosenblum.

## Aliento
(enlace roto disponible en Internet Archive; véase el historial, la primera versión y la última). Arreglos: Mariano Agustín Fernández y Juan Pablo Ferreyra Dirección musical: Mariano Agustín Fernández

## Listado de temas:
- ¿Dónde está la voz que canta?

- Nosotras

- Hombre de río

- Mutaciones

- Aliento

- Hermógenes Cayo, el imaginero de la Puna

- El secreto

- Cuestión de piel

- Lola, la última chamán selk´nam

- Mi nombre

- No saben